# 50.ª Divisão de Infantaria (Alemanha)
A 50ª Divisão de Infantaria (em alemão:50. Infanterie-Division) foi uma unidade militar que serviu no Exército alemão durante a Segunda Guerra Mundial.

## Comandantes
| Comandante                        | Data                                          |
| --------------------------------- | --------------------------------------------- |
| Generalleutnant Konrad Sorsche    | 1 de setembro de 1939 - 25 de outubro de 1940 |
| Generaloberst Karl Adolf Hollidt  | 25 de outubro de 1940 - 23 de janeiro de 1942 |
| Generalleutnant August Schmidt    | 31 de janeiro de 1942 - 1 de março de 1942    |
| Generalleutnant Friedrich Schmidt | 1 de março de 1942 - 26 de junho de 1943      |
| Generalleutnant Friedrich Sixt    | 26 de junho de 1943 - 30 de abril de 1944     |
| Generalleutnant Paul Betz         | 30 de abril de 1944 - 9 de maio de 1944       |
| Generalmajor Georg Haus           | 5 de junho de 1944 - 18 de abril de 1945      |
| Generalmajor Kurt Domansky        | 18 de abril de 1945 - 28 de abril de 1945     |
| Oberst Ribbert                    | 28 de abril de 1945 - maio de 1945            |

## Oficiais de operações
| Oberstleutnant Karl Jank        | 26 de agosto de 1939 - 5 de novembro de 1939  |
| Major Stange                    | 5 de novembro de 1939 - 1 de novembro de 1940 |
| Major Karl Marten               | 1 de novembro de 1940 - janeiro de 1942       |
| Oberstleutnant Helmuth Strempel | 6 de janeiro de 1942 - 4 de março de 1942     |
| Oberstleutnant Konrad Stephanus | 4 de março de 1942 - 5 de junho de 1944       |
| Oberstleutnant Günther Braun    | 5 de junho de 1944 - 5 de outubro de 1944     |
| Major Horst Rätsch              | 5 de outubro de 1944 - maio de 1945           |

## Área de operações
| Polônia                        | setembro de 1939 - maio de 1940 |
| França                         | maio de 1940 - junho de 1941    |
| Frente Oriental, setor sul     | junho de 1941 - maio de 1944    |
| Frente Oriental, setor central | junho de 1944 - maio de 1945    |